# Ernst Dokupil
Ernst Dokupil (né le 24 avril 1947 à Vienne en Autriche) est un joueur de football autrichien, devenu ensuite entraîneur.

## Palmarès

### Palmarès de joueur
Rapid Vienne
- Coupe d'Autriche (1) :
  - Vainqueur : 1975-76.

### Palmarès d'entraîneur
Rapid Vienne
| - Championnat d'Autriche (1) : - Champion : 1995-96. - Vice-champion : 1996-97 et 1997-98. - Coupe d'Autriche (1) : - Vainqueur : 1994-95. |  | - Supercoupe d'Autriche : - Finaliste : 1995 et 1996. - Coupe d'Europe des vainqueurs de coupe : - Finaliste : 1995-96. |